# Canton de Saint-Léger-sous-Beuvray
Le canton de Saint-Léger-sous-Beuvray est un ancien canton français situé dans le département de Saône-et-Loire et la région Bourgogne-Franche-Comté.

## Géographie
Ce canton était organisé autour de Saint-Léger-sous-Beuvray dans l'arrondissement d'Autun. Son altitude variait de 261 m (Thil-sur-Arroux) à 901 m (Saint-Prix) pour une altitude moyenne de 361 m.

## Histoire
De 1833 à 1848, les cantons d'Issy-l'Evêque, de Mesvres et de Saint-Léger-sous-Beuvray avaient le même conseiller général. Le nombre de conseillers généraux était limité à 30 par département.

## Représentation

### Conseillers généraux de 1833 à 2015
| Période | Période           | Identité                                          | Étiquette     | Qualité |
| ------- | ----------------- | ------------------------------------------------- | ------------- | --- |
| 1833    | 1839              | Jean-François Dubois                              |               | Maire de Saint-Didier-sur-Arroux                                                                                                   |
| 1839    | 1845              | Guillaume Lavergne                                |               | Propriétaire à Gissy, Saint-Didier-sur-Arroux, puis à Autun Juge de paix à Mesvres                                                 |
| 1845    | 1848              | Ferdinand Charles Honoré Philippe Comte d'Esterno |               | Avocat, propriétaire et agronome à La Vesvre et à Vautot Maire de La Selle Elu dans le Canton de Lucenay-l'Évêque en 1848          |
| 1848    | 1852              | Denis Zacharie Daviot                             |               | Médecin à Saint-Léger-sur-Dheune puis à Saint-Didier-sur-Arroux                                                                    |
| 1852    | 1864              | Guillaume Louis de Martenne                       |               | Maire d'Étang-sur-Arroux Propriétaire à Autun                                                                                      |
| 1864    | 1874              | Charles Emile Alexis Alexandre                    | Centre gauche | Ancien secrétaire d'Alphonse de Lamartine Propriétaire à Mâcon Député (1871-1876) Maire de Saint-Léger-sous-Beuvray                |
| 1874    | 1878 (annulation) | Eugène Pougault                                   | Républicain   | Maire de Saint-Léger-sous-Beuvray, ancien conseiller d'arrondissement                                                              |
| 1878    | 1883              | Claude Ballard                                    | Républicain   | Ancien officier du génie en retraite à Étang-sur-Arroux                                                                            |
| 1883    | 1913              | Philibert Montcharmont                            | Républicain   | Maire de La Grande-Verrière (1870-1874, 1876-1877, 1877-1900, 1904-1912)                                                           |
| 1913    | 1919              | Prosper Bussière                                  | Rad.          | Négociant à Saint-Léger-sous-Beuvray, conseiller d'arrondissement                                                                  |
| 1919    | 1929 (décès)      | Joseph Bussière                                   | Rad.          | Négociant en vins, maire de Saint-Léger-sous-Beuvray                                                                               |
| 1929    | 1937              | Fernand Montcharmont                              | PRS           | Médecin Maire d'Etang-sur-Arroux, ancien conseiller d'arrondissement                                                               |
| 1937    | 1940              | Marius Bondeau (1898-1978)                        | Rad.ind.-PSF  | Meunier à Saint-Léger-sous-Beuvray                                                                                                 |
|         |                   |                                                   |               | |
| 1945    | 1955              | Marius Bondeau                                    | Rad.-RPF      | Meunier à Saint-Léger-sous-Beuvray                                                                                                 |
| 1955    | 1981 (décès)      | Gabriel Bouthière                                 | Rad. puis MRG | Vétérinaire Député (1962-1968) Maire d'Étang-sur-Arroux (jusqu'en 1981)                                                            |
| 1981    | 2011              | Robert Jacquemard                                 | MRG puis PRG  | Retraité de la fonction publique territoriale Maire d'Étang-sur-Arroux Président de la Communauté de Communes Beuvray-Val d'Arroux |
| 2011    | 2015              | M. Dominique Commeau                              | DVG           | Retraité de l'industrie, maire d'Étang-sur-Arroux                                                                                  |

### Conseillers d'arrondissement (de 1833 à 1940)
| Période                                  | Période | Identité                                                  | Étiquette    | Qualité |
| ---------------------------------------- | ------- | --------------------------------------------------------- | ------------ | --- |
| 1833                                     | 1858    | Jean Marie Alexandre-Pauchard (1777-1865)                 |              | Maire de Saint-Léger-sous-Beuvray                                                                           |
| 1858                                     | 1867    | Alphonse Alexandre (1804-1876)                            |              | Propriétaire à Corlon, Saint-Léger-sous-Beuvray                                                             |
| 1867                                     | 1871    | Eugène Pougault (1826-1903, petit-fils de J.M. Alexandre) |              | Propriétaire, maire de Saint-Léger-sous-Beuvray                                                             |
| 1871                                     |         | Louis Alexandre                                           | Conservateur | Propriétaire à Saint-Léger-sous-Beuvray                                                                     |
|                                          |         |                                                           |              | |
| 1880                                     | 1892    | François Dechaume                                         | Républicain  | Propriétaire, huissier, négociant à Saint-Léger-sous-Beuvray                                                |
| 1892                                     | 1913    | Prosper Bussière                                          | Radical      | Négociant à Saint-Léger-sous-Beuvray                                                                        |
| 1913                                     | 1919    | Fernand Montcharmont-Dechaume                             | PRS          | Médecin, maire d'Etang-sur-Arroux                                                                           |
| 1919                                     | 1940    | Jean Bigallet                                             | Radical      | Meunier, conseiller municipal puis maire d'Étang-sur-Arroux                                                 |
| 1940                                     |         |                                                           |              | Les conseils d'arrondissement ont été suspendus par la loi du 12 octobre 1940 et n'ont jamais été réactivés |
| Les données manquantes sont à compléter. |         |                                                           |              | |

## Composition
Le canton de Saint-Léger-sous-Beuvray groupe 7 communes et compte 3 769 habitants (recensement de 1999 sans doubles comptes).
| Communes                 | Population (2012) | Code postal | Code Insee |
| ------------------------ | ----------------- | ----------- | ---------- |
| La Comelle               | 199               | 71990       | 71142      |
| Étang-sur-Arroux         | 1 836             | 71190       | 71192      |
| La Grande-Verrière       | 570               | 71990       | 71223      |
| Saint-Didier-sur-Arroux  | 273               | 71190       | 71407      |
| Saint-Léger-sous-Beuvray | 524               | 71990       | 71440      |
| Saint-Prix               | 225               | 71990       | 71472      |
| Thil-sur-Arroux          | 142               | 71190       | 71537      |

## Démographie
| 1962  | 1968  | 1975  | 1982  | 1990  | 1999  | 2007  |
| ----- | ----- | ----- | ----- | ----- | ----- | ----- |
| 3 992 | 4 319 | 3 985 | 3 876 | 3 837 | 3 769 | 3 772 |